# Gonen Segev
Gonen Segev (hebrejsky: גונן שגב) je izraelský politik a bývalý poslanec Knesetu za strany Comet a Ji'ud.

## Biografie
Narodil se 6. ledna 1956 ve městě Kirjat Mockin. Sloužil v izraelské armádě, kde dosáhl hodnosti kapitána (Seren). Vystudoval medicínu na Ben Gurionově univerzitě a správní studia na Telavivské univerzitě. Pracoval v zemědělství a jako lékař. Publikoval v odborných periodikách. Hovoří hebrejsky a anglicky.

## Politická dráha
V izraelském parlamentu zasedl po volbách v roce 1992, do nichž šel za Comet. Stal se členem výboru pro imigraci a absorpci, výboru finančního a výboru House Committee. Zastával i vládní post, konkrétně šlo o funkci ministra energetiky a infrastruktury (1995–1996). Během volebního období odešel z mateřské strany a spoluzakládal novou formaci Ji'ud.
Po odchodu z politiky se věnoval soukromému podnikání. V roce 2004 byl zatčen při pokusu o pašování většího množství tablet extáze. Zároveň se zjistilo, že falšoval údaje v cestovním pasu. Byl odsouzen na pět let a byl zbaven lékařské licence. V květnu 2018 byl zadržen izraelskou policií a v červnu téhož roku obviněn ze špionáže ve prospěch íránských zpravodajských služeb.